# جینجر کریک
جینجر کریک یک فیزیکدان آمریکایی در مرکز فضایی جانسون ناسا است. او اولین زن اسپانیایی‌تبار است که مدیر پرواز ناسا محسوب می‌شود.

## تحصیلات
کریک از دبیرستان هنکس در ال پاسو، تگزاس فارغ‌التحصیل شد و در همان سال به عنوان ورزشکار زن سال ال پاسو انتخاب شد. او تحصیلات دانشگاهی خود را در دانشگاه تگزاس در ال پاسو آغاز کرد در آنجا به تیم بسکتبال زنان دانشگاه راه یافت. در اولین بازی فصل، زانوی او آسیب دید و بدین ترتیب حرفه بسکتبال او در همان موقع پایان یافت زیرا دیگر نمی‌توانست با آن آسیب‌دیدگی به ورزش خود ادامه دهد. او سپس به دانشگاه فناوری تگزاس رفت تا لیسانس علوم و کارشناسی ارشد خود را در رشته فیزیک بگیرد. پایان‌نامه کارشناسی ارشد او در سال ۱۹۹۳ تحت عنوان طیف‌سنجی گذرای سطح عمقی با اشعه فروسرخ بود.

## حرفه
کریک در سال ۱۹۹۱ به عنوان یک کارآموز تابستانی در ناسا مشغول فعالیت بود که منجر به اولین موقعیت همکاری و سپس استخدام تمام وقت او به عنوان مهندس تحقیقات مواد با ناسا در می ۱۹۹۴ شد. کریک برای شرکت در برنامه فضانوردی مصاحبه کرد، اما به دلیل سنگ کلیه رد صلاحیت شد. او اولین ارتباط دهنده کپسولی غیر فضانورد، اولین مربی آموزش مشترک با سازمان فضایی روسیه، و اولین مدیر پرواز زن اسپانیایی‌تبار ناسا در سال ۲۰۰۵ بود. او از سال ۲۰۰۵ تا ۲۰۱۲ به عنوان مدیر پرواز با ناسا همکاری کرد.

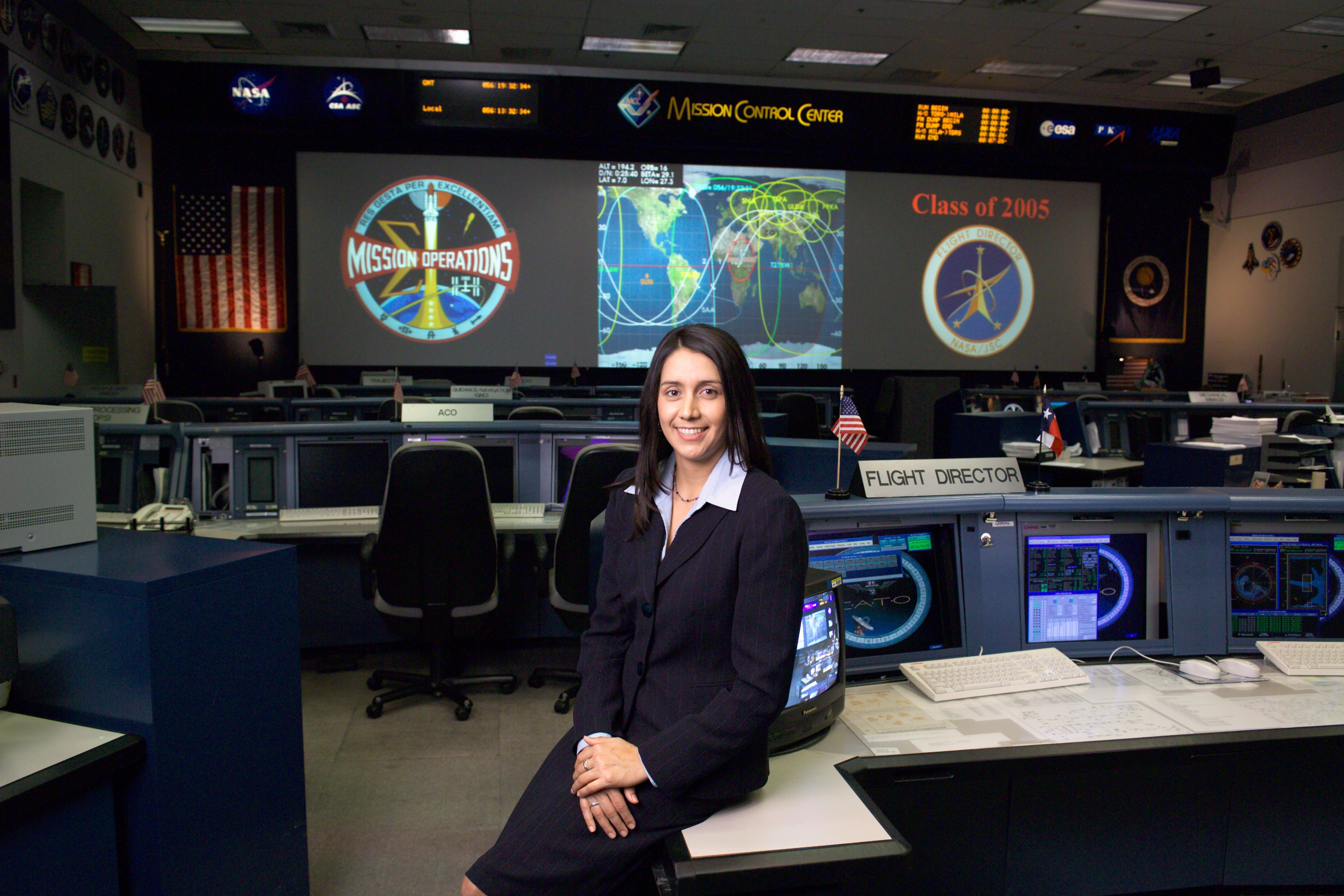
جینجر کریک در ناسا

در زمان حضورش در ناسا، او برنامه‌هایی برای سناریوهای فضانوردان در فضا طراحی کرد که به عملیات‌های ISS و شاتل کمک می‌کرند و او را به یک مدیر پرواز دارای گواهینامه دوگانه تبدیل کرد. او در حال حاضر رئیس بخش بخش ادغام پرواز در FOD (اداره عملیات پرواز) از اوت ۲۰۱۶ است. کریک عضو انجمن فیزیک آمریکا (APS) است.
در نوامبر ۲۰۲۱ کریک تصمیم گرفت تا از همکاری خود با ناسا دست بکشد و به Barrios Technology" LTD" در هیوستون برود و در آنجا نقش مدیر ارشد استراتژی و برنامه‌ریزی را بر عهده بگیرد.